# Juste une photo de toi
Singles de M. Pokora
Sur ma route
(2009) Mirage
(2010)
Pistes de Mise à jour
Mr & Mrs Smith
(2)
Juste une photo de toi est une chanson du chanteur français M. Pokora extrait du quatrième album studio Mise à jour. Le morceau est sorti en tant que premier single de l'album le 7 juin 2010. La chanson est écrite par M. Pokora et composée par Gee Futuristic et X-Plosive, et est réalisée par Gee Futuristic. Il s'agit d'une ballade pop urbaine. La chanson est l'histoire d'un homme qui souhaite rendre la seule photo qui lui reste de son ex-compagne à celle-ci.
La critique musicale est plutôt négative, soulignant une chanson convenue et une interprétation désagréable. L'accueil commercial est lui aussi faible puisqu'elle ne se classe que 13e du classement des téléchargements de singles en France en 2010 et 44e des ventes de single en France la même année, soit le plus mauvais classement pour un single du chanteur. Le clip vidéo, réalisé par Ivan Grbovic, est tourné à Montréal au Québec pendant deux jours en mai 2010.

## Contexte et développement
Après une aventure internationale menée avec l'album MP3 en 2008 et des ventes jugées décevantes par la presse, M. Pokora prend des vacances afin de se reposer. Il travaille ensuite à la fois sur un album en français Mise à jour et un anglais Updated pour une sortie en décalé. Dès l'été 2009, les premiers morceaux sont composés puis les paroles sont écrites en novembre. Pokora explique que « toutes les chansons sont nouvelles, et proviennent de l'après-MP3 ». Cet album est pour le chanteur « un pied de nez à ceux qui disaient que c'était fini ». 
Pour Pokora, le morceau Juste une photo de toi ressemble à des chansons comme Take a Bow (2008) de Rihanna ou Irreplaceable (2006) de Beyoncé Knowles, bien que Charles Decant d'Ozap trouve qu'elle ressemble à une chanson de Sheryfa Luna. Au départ, il compose la chanson en s'inspirant du conte de Cendrillon, où la fille a disparu et dont il ne lui reste plus qu'une photo. Il abandonne finalement cette idée.

## Composition et paroles
Juste une photo de toi est une ballade pop aux influences RnB ou pop urbaine,. Elle est écrite par M. Pokora et composée par Gee Futuristic et X-Plosive, la réalisation est menée par Gee Futuristic. La chanson est construite sur un schéma classique, avec une introduction suivie de deux cycles couplet-refrain, sur un battement par minute de 75,. L'instrumentation est réalisée avec un piano et inclut des sonorités de batterie, de basse et de cordes. Avec ce morceau, Pokora utilise un son plus épuré et axé sur la mélodie.
Les paroles de la chanson abordent le thème de la manipulation des sentiments. Elles racontent l'histoire d'un homme qui se trouve nez-à-nez avec son ex-compagne lors d'une soirée. Les souvenirs de leurs passés remontent alors à la surface et l'homme s'engage dans une course poursuite afin de lui rendre une photo d'elle. Le chanteur explique que « c'est une histoire qui se termine mal. Je me raccroche à tout ce qui reste sur mon ordinateur... Et le seul moyen de passer à autre chose, d'avancer, de continuer, c'est de tout supprimer et de lui rendre la seule photo d'elle qui me restait et de tourner la page ».

## Promotion
Le chanteur explique avoir eu une période de doutes entre MP3 et Mise à jour : « je savais qu'il y en avait qui attendaient d'enfoncer le clou pour m'achever. Et d'autres qui ne m'attendaient pas du tout. C'est une période où je me suis dit que je ne pouvais pas me casser les dents avec mon single Juste une photo de toi. Pour moi, si le premier single ne prenait pas, je savais que c'était fini ». Pokora choisit la chanson en premier single car c'est une ballade pop, afin de se distinguer de la tendance pop-dance. Néanmoins, sa maison de disque préférait le morceau 1, 2, 3. La promotion de l'album Mise à jour débute parallèlement avec la sortie de Juste une photo de toi, le 7 juin 2010  et uniquement en téléchargement. Pour le chanteur, il s'agit de la première ballade en single depuis son premier album M. Pokora et le titre Pas sans toi.
Il est nommé aux NRJ Music Awards 2011 dans la catégorie Artiste masculin francophone de l'année et Chanson française de l'année avec Juste une photo de toi, et y remporte les deux prix. Lors de la cérémonie, il interprète d'ailleurs le single. Durant la prestation, il se retrouve torse nu involontairement. Pokora explique qu'il était prévu qu'il finisse en débardeur mais que « [s]es danseurs l'ont attrapé avec le haut et l'ont déchiré ».

## Accueil

### Accueil critique
Émily Warner de Music Actu reproche à la chanson de ne pas surprendre « les oreilles averties ». Pour Paula Haddad de Music Story, Pokora « lorgne désormais vers un son plus épuré, axé sur la mélodie, une tentative qualifiée de « pop urbaine » » et que « Juste une photo de toi en est l’exemple ». Cependant sa voix plus aiguë « frôle régulièrement le nasillard ».

### Accueil commercial
Juste une photo de toi est moyennement accueilli en France, avec une 13e place au classement des téléchargements de single en août 2010. La chanson se classe à la 44e place des ventes de single en France en janvier 2011 lors de sa première semaine dans le classement, restant classée pendant cinq semaines jusqu'à la 79e place des ventes de singles avant d'en sortir. Il s'agit en France, du plus mauvais classement pour une chanson du chanteur. En Belgique francophone, elle se classe à la 27e place et est présente pendant trois semaines dans le classement à partir du 29 janvier 2011. En Suisse, elle fait une unique apparition en février 2011 à la 79e place.
La chanson est intégrée dans plusieurs compilations à savoir NRJ 200% Hits 2010 Vol. 2, Hit Connection 2010.3, NRJ Hit List 2010 Vol. 2, H1ts 2010 Vol. 2 et Champs-Élysées volume 2.

## Clip vidéo
Le clip vidéo est réalisé par Ivan Grbovic à Montréal, au Québec, pendant deux jours de mai 2010,. Avant ce clip, Pokora a travaillé avec Grbovic sur les clips de They Talk Shit About Me et Catch Me If You Can. Le clip de la chanson est dévoilé le 11 juin 2010,.

## Liste des pistes
| 1. | Juste une photo de toi (Version radio) | M. Pokora | Gee Futuristic & X-Plosive | Gee Futuristic | 3:32 |

## Crédits
- Chant, chœurs, auteur : M. Pokora
- Compositeur, réalisateur : Gee Fusturistic
- Compositeur : X-Plosive
- Enregistré par : Arnaud Vitry
- Artwork : LD
- Mastering : Bruno Gruel
- Mixage : Véronica Ferraro
- A&R : Karim Ech-Choayby
- Photographe : Félix Larher

Les crédits sont adaptés depuis Discogs,.

## Classement hebdomadaire
| Classement (2012)                       | Meilleure position |
| --------------------------------------- | ------------------ |
| Belgique (Wallonie Ultratop 50 Singles) | 27                 |
| France (SNEP)                           | 44                 |
| France (SNEP Téléchargement)            | 13                 |
| Suisse (Schweizer Hitparade)            | 75                 |

## Récompense
| Année | Travail nommé          | Catégorie                                       | Résultat |
| ----- | ---------------------- | ----------------------------------------------- | -------- |
| 2011  | Juste une photo de toi | NRJ Music Awards - Chanson française de l'année | Lauréat  |